# Stadio Manuel Martínez Valero
Lo stadio Manuel Martínez Valero (in spagnolo Estadio Manuel Martínez Valero) è un impianto sportivo di Elche, in Spagna, dedito primariamente al calcio; è di proprietà dell'Elche Club de Fútbol, club cittadino che ivi disputa i suoi incontri interni dal 1976, anno dell'inaugurazione dell'impianto, all'epoca noto come Nuevo Estadio del Elche C.F..
La denominazione attuale è del 1998 ed è in memoria dell'ex presidente del club Manuel Martínez Valero.
Lo stadio, ristrutturato nel 2013, può ospitare 33 732 spettatori.
Oltre ad avere ospitato in diverse occasioni incontri internazionali della Spagna di calcio, fu sede di un girone durante il campionato mondiale di calcio 1982 e, in epoca più recente, ha anche accolto la Nazionale spagnola di rugby.

## Storia
Lo stadio fu inaugurato l'8 settembre 1976 in sostituzione del vecchio Campo de Altabix, edificato nel 1926. Opera dell'architetto Juan Boix Matarredona, esso è attualmente il più capiente impianto dell'intera provincia di Alicante.
L'incontro inaugurale fu Elche - Messico 3-3.
I gol dell'Elche furono realizzati da Finarolli, Orellana e Gomez Voglino.
L'impianto ha ospitato la finale della Coppa del Re nel 2002-2003. In esso vennero inoltre giocati alcuni incontri validi per il Campionato mondiale di calcio 1982, tra cui;
- Ungheria - El Salvador 10-1 (gruppo 3, 15 giugno)
- Belgio - El Salvador 1-0 (gruppo 3, 19 giugno)
- Belgio - Ungheria 1-1 (gruppo 3, 22 giugno)

Nel 2007 ospitò anche la formazione di rugby a inviti dei Barbarians che ivi incontrarono la Spagna maggiore, battendola 52-26.
Nella stagione 2013-14 ha inoltre ricevuto il premio dell'AFEPE (associazione che riunisce i fan club di tutte le squadre della Liga spagnola) come miglior stadio di Primera Divisiòn.

## Capienza

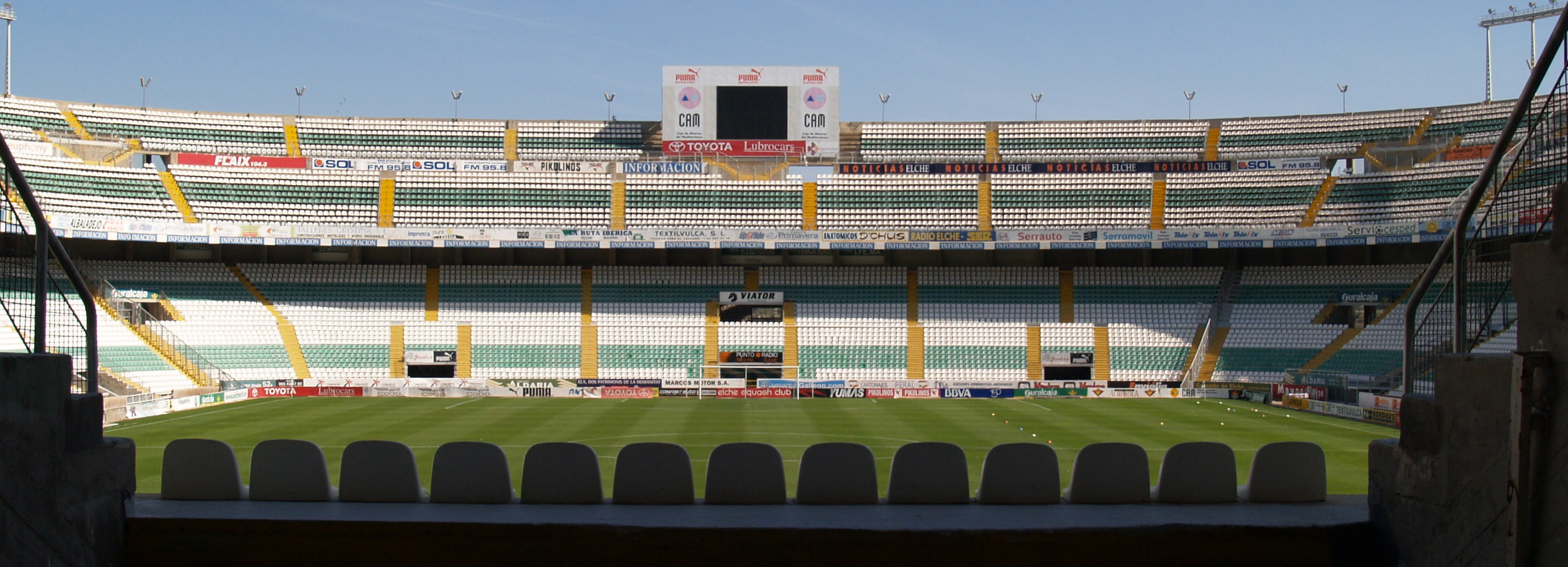
Interno dello stadio

Lo stadio conta 33 732 posti; L'impianto nel complesso è alto 18 metri e ha un peso stimato di centomila tonnellate. Il terreno di gioco ha una dimensione di 108 metri di lunghezza per 70 di larghezza, e il parcheggio può contenere 2 184 veicoli.